# Daniel Sturridge
Daniel André Sturridge (Birmingham, Inglaterra, Reino Unido, 1 de septiembre de 1989) es un ex-futbolista inglés que juega como delantero y está sin equipo tras abandonar el Perth Glory F. C. en 2022. Desde 2023 ejerce de analista en Sky Sports.

## Trayectoria

### Inicios
Sturridge comenzó su carrera en el Aston Villa en 1996, antes de ser traspasado al Coventry City cuatro años después. En el verano de 2003 fue fichado por la academia del Manchester City.
Un comité de la Football League ordenó al Manchester City pagar a su anterior club, el Coventry City, una compensación de 30 000 £, más un bono máximo de 200 000 £ en función de sus partidos con el primer equipo del Manchester City o con la selección. Al año siguiente, el Manchester City ganó la Nike Cup, un prestigioso torneo internacional sub-15 del mundo, en donde fue el máximo anotador y fue elegido el Jugador Más Valioso del torneo. Con 16 años jugó en la FA Youth Cup de 2006, siendo el jugador más joven de la competición. Además, anotó 4 goles a lo largo del torneo y 2 goles más en la final, aunque fueron insuficientes ya que el Liverpool FC derrotó al Manchester City 3-2. Ese verano, Sturridge firmó un contrato profesional con el Manchester City, el cual entró en vigor al cumplir los 17 años.

### Manchester City
Al comienzo de la temporada 2006-07, comenzó a entrenar con el primer equipo del Manchester City. Un hat trick en el equipo de reservas lo hizo ser promovido al primer equipo y participar como sustituto en un partido frente al Reading FC el 3 de febrero de 2007. En ese partido, Sturridge hizo su debut, reemplazando a Georgios Samaras al final del segundo tiempo. Hizo su segunda aparición como sustituto un mes después, pero sufrió una lesión en la cadera que lo mantuvo lesionado durante todo 2007.
Sturridge anotó su primer gol con el Manchester City el 27 de enero de 2008 en un partido de FA Cup frente al Sheffield United. Tres días después, marcó su primer tanto en la Premier League en su debut como titular frente al Derby County. Sin embargo, las oportunidades en el primer equipo eran esporádicas, por lo que siguió disputando partidos en la FA Youth Cup. El Manchester City volvió a llegar a la final del torneo, frente al Chelsea, con Sturridge siendo el máximo anotador del torneo. Esta vez el Manchester City logró ganar la final, en donde Sturridge anotó un gol. En la temporada 2007-08 Sturridge se convirtió en el primer jugador en anotar goles en la FA Youth Cup, en la FA Cup y en la Premier League en una misma temporada.
El 1 de mayo de 2009, después de 26 apariciones con el primer equipo del Manchester City, de anotar 4 goles y de proveer 3 asistencias, fue elegido por la afición como el Mejor Jugador Joven de la temporada 2008-09.

### Chelsea F. C.

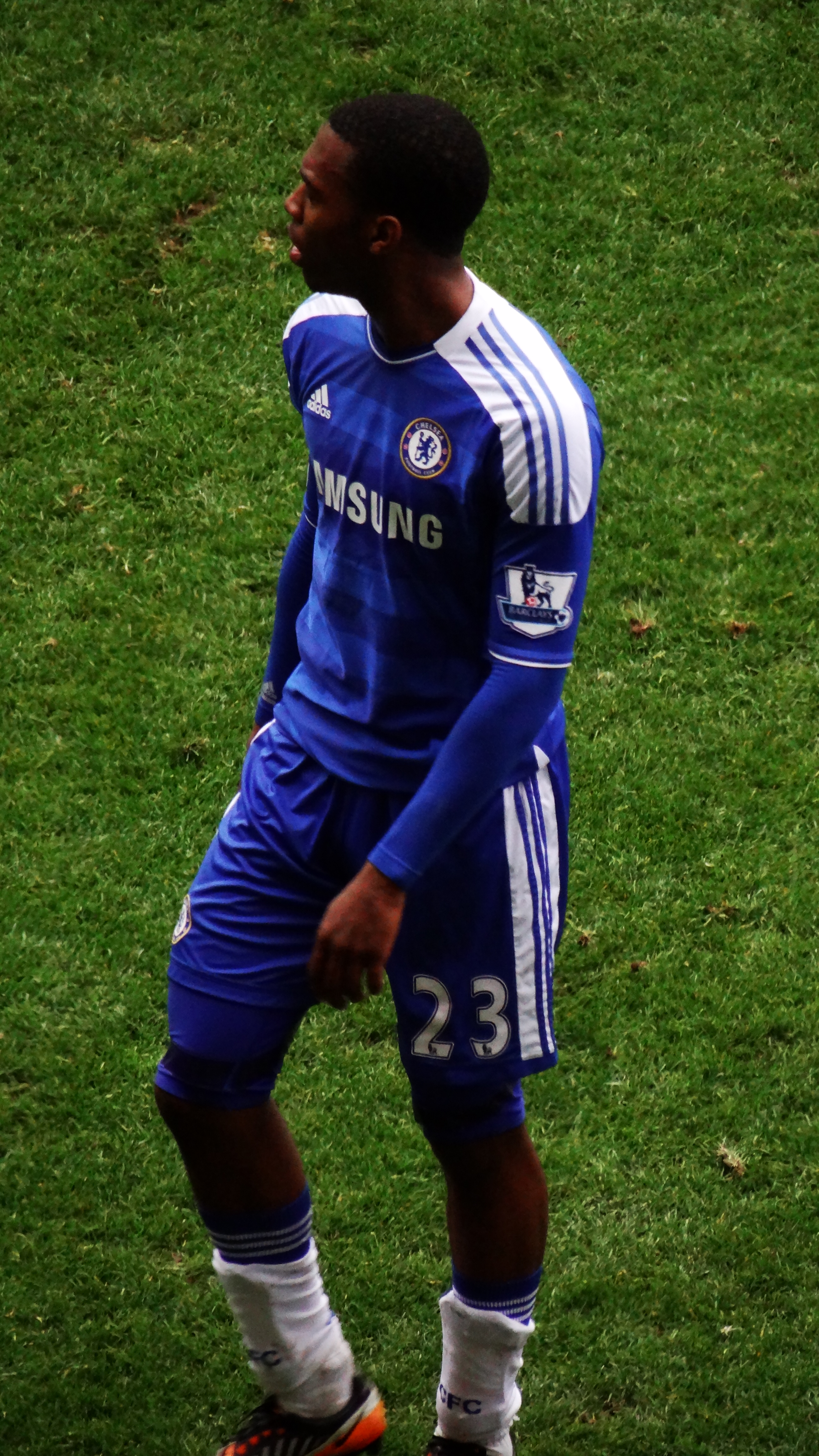
Daniel Sturridge jugando para el Chelsea F. C.

El 3 de julio de 2009 firmó por cuatro temporadas con el Chelsea F. C., después de haber finalizado su anterior contrato con el City. Ambos clubes no llegaron a un acuerdo por el traspaso, por lo que tuvo que tuvo que intervenir un tribunal al ser el jugador menor de 24 años. El 14 de enero de 2010, el Comité de Compensación del Fútbol Profesional Británico dictaminó que el Chelsea debía pagar al City una cuota inicial de 3,5 millones de libras por derechos de formación, con un bono de 500 000 libras después de cada 10, 20, 30 y 40 apariciones con el primer equipo. Por otra parte, tendría que pagar 1 millón de libras si el jugador debutaba con la selección inglesa y, en caso de un futuro traspaso, el 15% del montante económico correspondería al City hasta un máximo de 8,3 millones de libras.
Debutó con el Chelsea en la Premier League, el 18 de agosto de 2009, contra el Sunderland AFC, entrando en sustitución de Didier Drogba. El 16 de septiembre de 2009, Sturridge anotó un hat trick con el equipo de reservas ante el Ipswich Town. Su debut en Liga de Campeones se produjo el 21 de octubre de 2009, en un partido ante el Atlético de Madrid, cuando entró de cambio al minuto 77 por Nicolas Anelka. El 3 de enero de 2010, durante su debut en la FA Cup, anotó su primer doblete con el Chelsea en un partido ante el Watford FC, anotando el primer gol a los 5 minutos y el último gol a los 68 minutos en la victoria de su equipo por 5-0. Su tercer tanto con el Chelsea tuvo lugar el 23 de enero de 2010 en la FA Cup ante el Preston North End, en donde anotó al minuto 46 el 2-0 definitivo. Su cuarto gol con el Chelsea en la FA Cup lo logró el 13 de febrero de 2010 ante el Cardiff City, marcando en el minuto 68 el 3-1 momentáneo. El 25 de abril de 2010, anotó su primer gol con el Chelsea en la Premier League en un encuentro ante el Stoke City (7-0), al haber anotado en el minuto 87.
Su primer gol en la Liga de Campeones fue el 15 de septiembre de 2010 ante el MŠK Žilina (2-1). Meses después, el 9 de enero de 2011, anotó un doblete en la victoria por 7-0 sobre el Ipswich Town en la FA Cup. A pesar de ello, el delantero no tenía demasiada continuidad en el once por lo que se decidió buscar una cesión que le ofreciera un mayor número de oportunidades.

### Bolton Wanderers
El 31 de enero de 2011, Sturridge fue cedido al Bolton Wanderers hasta el final de la temporada 2010-11. Su debut con el Bolton fue dos días después ante el Wolverhampton Wanderers en donde anotó, en el último minuto, el gol que le dio la victoria a su equipo por 1-0. Su segundo gol con el Bolton fue en el siguiente encuentro ante el Tottenham Hotspur, aunque su equipo fue derrotado por 2-1. En el siguiente encuentro ante el Everton FC, Sturridge anotó su tercer tanto con el Bolton en una victoria por 2-0. En su cuarto encuentro ante el Newcastle United, marcó el gol que le dio el empate a su equipo por 1-1, convirtiéndose en el sexto jugador en la historia de la Premier League en haber anotado en sus primeros cuatro encuentros con un equipo.
El 9 de abril de 2011, Sturridge anotó su primer doblete con el Bolton en la victoria por 3-0 sobre el West Ham United. En apenas cuatro meses, logró ocho goles que le convirtieron en una de las revelaciones del equipo inglés.

### Regreso al Chelsea F. C.
Después de su gran rendimiento en el Bolton, volvió al Chelsea de cara a la temporada 2011-12. En su primer partido de la temporada marcó de tacón en la victoria por 1 a 2 ante el Sunderland. El 2 de octubre logró un doblete ante el Bolton en un contundente triunfo por 1-5. Su rendimiento goleador fue muy elevado durante toda la campaña, llegando a alcanzar los trece goles y siendo, junto a Frank Lampard, el máximo goleador de la plantilla en la Premier League. Sin embargo, no jugó la final de la Liga de Campeones ni la de FA Cup.

### Liverpool F. C.
El 2 de enero de 2013, por una cifra de 14 millones de euros, se incorporó al Liverpool F. C. El 6 de enero, el día de su debut, anotó en el triunfo ante el Mansfield Town. El 13 de enero marcó su segundo con el club red en el derbi ante el Manchester United. Con su tercer tanto, una semana después, se convirtió en el primer futbolista del Liverpool en anotar en sus tres primeros encuentros desde Ray Kennedy. El 12 de mayo de 2013 logró un hat trick que sirvió para derrotar al Fulham (1-3), superando así la decena de goles en solo cuatro meses en el club.
En la temporada 2013-14 fue uno de los jugadores más determinantes de la plantilla dirigida por Brendan Rodgers junto a Luis Suárez y Raheem Sterling, con los que formó una gran línea ofensiva. Sus goles en Premier League fueron imprescindibles en la consecución de una gran cantidad de triunfos, varios de ellos por la mínima. Sturridge logró ocho goles en las primeras nueve jornadas. Después, una lesión de tobillo le tuvo de baja durante ocho jornadas. A su vuelta, anotó en ocho jornadas de manera consecutiva, incluyendo dos dobletes ante Everton y Swansea. Al acabar la temporada, fue elegido como parte del equipo ideal de la PFA, en parte, gracias a sus más de veinte goles y 9 asistencias en la competición doméstica.
La campaña 2014-15 estuvo marcado por varias lesiones que le lastraron, por lo que únicamente anotó cinco goles. En la siguiente temporada, aún con varias lesiones que le mermaron hasta el mes de febrero, fue el máximo goleador de la plantilla con trece tantos. Sus principales goles los logró en la Liga Europa al anotar el gol que dio el pase a la final ante el Villarreal, en la vuelta de semifinales, y el tanto con el exterior del pie que abrió el marcador en la derrota por 1 a 3 ante el Sevilla en la final.
En la temporada 2016-17 fue perdiendo protagonismo en el equipo, en parte, por sus problemas físicos casi constantes. Jürgen Klopp apostó por Roberto Firmino y, el recién llegado, Sadio Mané para completar la línea atacante. A pesar de ello, Sturridge logró siete tantos. En la siguiente campaña continuó con su rol de suplente, debido a la irrupción del tridente conformado por Mané, Firmino y Salah.

### West Bromwich Albion
El 29 de enero de 2018 el Liverpool cedió al delantero al West Bromwich Albion. En su tercer partido en el club sufrió una lesión muscular que le tuvo de baja durante más de dos meses. Su cesión se tradujo en seis partidos, dos de ellos como titular.

### Vuelta al Liverpool
El 18 de septiembre de 2018 marcó uno de los goles en la victoria por 3 a 2 ante el PSG. Once días después, un par de minutos después de saltar al campo, firmó un auténtico golazo al batir a Kepa con un disparo por toda la escuadra. Su gol, en el minuto 90, sirvió para lograr un empate ante el Chelsea. En el resto de temporada, jugó muy pocos minutos, aunque el 1 de junio de 2019, el Liverpool ganó la Liga de Campeones tras ganar 2-0 al Tottenham Hotspur, con Sturridge en el banquillo, consiguiendo así su segunda Liga de Campeones en la que solo anotó un gol ante el PSG, en la victoria por 3-2 en fase de grupos, pero aquel gol fue determinante para la clasificación del Liverpool a la siguiente fase, ya que pasó por tener más goles que el Napoli, equipo que lo empató en puntos y diferencia de goles.

### Experiencias fuera de Inglaterra
Libre tras finalizar su contrato con el Liverpool, el 21 de agosto de 2019 se hizo oficial su fichaje por el Trabzonspor. El 2 de marzo de 2020 rescindió su contrato con el club otomano después de que fuera suspendido sin jugar hasta junio por apuestas ilegales.
Tras estar toda la temporada 2020-21 sin equipo, en julio de 2021 inició un periodo de prueba en el R. C. D. Mallorca. Estuvo tres meses entrenando con el equipo balear, hasta que el 1 de octubre se hizo oficial su fichaje por el Perth Glory F. C. Allí estuvo hasta el término de la campaña, participando solo en seis encuentros como consecuencia de los recurrentes problemas físicos.

## Selección nacional
Sturridge ha representado a la selección de Inglaterra en todas sus categorías inferiores. También participó en los Juegos Olímpicos de Londres con la selección de Reino Unido, logrando dos tantos y fallando el penalti decisivo en la tanda ante Corea del Sur.
El 15 de noviembre de 2011 debutó con la selección inglesa en un amistoso ante Suecia, entrando en sustitución de Theo Walcott. El 22 de marzo de 2013 logró su primer tanto en un encuentro ante San Marino (0-8).
El 12 de mayo de 2014 fue incluido por el entrenador Roy Hodgson en la lista final de 23 jugadores que representarán a Inglaterra en la Copa Mundial de Fútbol de 2014. El 15 de junio, en su partido de debut, marcó el tanto del empate ante Italia. Fue nuevamente convocado para participar en la Eurocopa 2016, donde marcó el tanto de la victoria ante Gales en los minutos de descuento.

### Participaciones en Copas del Mundo
| Mundial                        | Sede   | Resultado      | Partidos | Goles |
| ------------------------------ | ------ | -------------- | -------- | ----- |
| Copa Mundial de Fútbol de 2014 | Brasil | Fase de grupos | 3        | 1     |

### Participaciones en Eurocopas
| Copa          | Sede    | Resultado        | Partidos | Goles |
| ------------- | ------- | ---------------- | -------- | ----- |
| Eurocopa 2016 | Francia | Octavos de final | 3        | 1     |

## Estadísticas

### Clubes
Actualizado al último partido jugado en la temporada 2021-22.
| Club                                  | Div.          | Temporada     | Liga  | Liga  | Copas nacionales | Copas nacionales | Torneos internacionales | Torneos internacionales | Total | Total | Media goleadora |
| Club                                  | Div.          | Temporada     | Part. | Goles | Part.            | Goles            | Part.                   | Goles                   | Part. | Goles | Media goleadora |
| ------------------------------------- | ------------- | ------------- | ----- | ----- | ---------------- | ---------------- | ----------------------- | ----------------------- | ----- | ----- | --------------- |
| Manchester City F. C. Inglaterra      | 1.ª           | 2006-07       | 2     | 0     | 0                | 0                | ―                       | ―                       | 2     | 0     | 0               |
| Manchester City F. C. Inglaterra      | 1.ª           | 2007-08       | 3     | 1     | 1                | 1                | ―                       | ―                       | 4     | 2     | 0,5             |
| Manchester City F. C. Inglaterra      | 1.ª           | 2008-09       | 16    | 4     | 2                | 0                | 8                       | 0                       | 26    | 4     | 0,15            |
| Manchester City F. C. Inglaterra      | Total club    | Total club    | 21    | 5     | 3                | 1                | 8                       | 0                       | 32    | 6     | 0,19            |
| Chelsea F. C. Inglaterra              | 1.ª           | 2009-10       | 13    | 1     | 5                | 1                | 2                       | 0                       | 20    | 2     | 0,1             |
| Chelsea F. C. Inglaterra              | 1.ª           | 2010-11       | 13    | 0     | 3                | 2                | 5                       | 2                       | 21    | 4     | 0,19            |
| Bolton Wanderers F. C. Inglaterra     | 1.ª           | 2010-11       | 12    | 8     | 0                | 0                | ―                       | ―                       | 12    | 8     | 0,67            |
| Bolton Wanderers F. C. Inglaterra     | Total club    | Total club    | 12    | 8     | 0                | 0                | 0                       | 0                       | 12    | 8     | 0,67            |
| Chelsea F. C. Inglaterra              | 1.ª           | 2011-12       | 30    | 11    | 6                | 2                | 7                       | 0                       | 43    | 13    | 0,3             |
| Chelsea F. C. Inglaterra              | 1.ª           | 2012-13       | 7     | 1     | 2                | 1                | 3                       | 0                       | 12    | 2     | 0,17            |
| Chelsea F. C. Inglaterra              | Total club    | Total club    | 63    | 13    | 16               | 6                | 17                      | 2                       | 96    | 21    | 0,22            |
| Liverpool F. C. Inglaterra            | 1.ª           | 2012-13       | 14    | 10    | 2                | 1                | ―                       | ―                       | 16    | 11    | 0,69            |
| Liverpool F. C. Inglaterra            | 1.ª           | 2013-14       | 29    | 21    | 4                | 3                | ―                       | ―                       | 33    | 24    | 0,73            |
| Liverpool F. C. Inglaterra            | 1.ª           | 2014-15       | 12    | 4     | 4                | 1                | 2                       | 0                       | 18    | 5     | 0,28            |
| Liverpool F. C. Inglaterra            | 1.ª           | 2015-16       | 14    | 8     | 3                | 2                | 8                       | 3                       | 25    | 13    | 0,52            |
| Liverpool F. C. Inglaterra            | 1.ª           | 2016-17       | 20    | 3     | 7                | 4                | ―                       | ―                       | 27    | 7     | 0,26            |
| Liverpool F. C. Inglaterra            | 1.ª           | 2017-18       | 9     | 2     | 0                | 0                | 5                       | 1                       | 14    | 3     | 0,21            |
| West Bromwich Albion F. C. Inglaterra | 1.ª           | 2017-18       | 6     | 0     | ―                | ―                | ―                       | ―                       | 6     | 0     | 0               |
| West Bromwich Albion F. C. Inglaterra | Total club    | Total club    | 6     | 0     | 0                | 0                | 0                       | 0                       | 6     | 0     | 0               |
| Liverpool F. C. Inglaterra            | 1.ª           | 2018-19       | 18    | 2     | 2                | 1                | 7                       | 1                       | 27    | 4     | 0,15            |
| Liverpool F. C. Inglaterra            | Total club    | Total club    | 116   | 50    | 22               | 12               | 22                      | 5                       | 160   | 67    | 0,42            |
| Trabzonspor Turquía                   | 1.ª           | 2019-20       | 11    | 4     | 3                | 3                | 2                       | 0                       | 16    | 7     | 0,44            |
| Trabzonspor Turquía                   | Total club    | Total club    | 11    | 4     | 3                | 3                | 2                       | 0                       | 16    | 7     | 0,44            |
| Perth Glory F. C. Australia           | 1.ª           | 2021-22       | 6     | 0     | ―                | ―                | ―                       | ―                       | 6     | 0     | 0               |
| Perth Glory F. C. Australia           | Total club    | Total club    | 6     | 0     | 0                | 0                | 0                       | 0                       | 6     | 0     | 0               |
| Total carrera                         | Total carrera | Total carrera | 235   | 80    | 44               | 25               | 49                      | 7                       | 328   | 112   | 0,35            |
| 1. 2. 3.                              |               |               |       |       |                  |                  |                         |                         |       |       |                 |

### Selección nacional
Actualizado al último partido jugado el 11 de octubre de 2016.
| Selección  | Año   | Amistosos | Amistosos | Eurocopa | Eurocopa | Eliminatorias europeas | Eliminatorias europeas | Mundial | Mundial | Eliminatorias mundialistas | Eliminatorias mundialistas | Total | Total |
| Selección  | Año   | Part.     | Goles     | Part.    | Goles    | Part.                  | Goles                  | Part.   | Goles   | Part.                      | Goles                      | Part. | Goles |
| ---------- | ----- | --------- | --------- | -------- | -------- | ---------------------- | ---------------------- | ------- | ------- | -------------------------- | -------------------------- | ----- | ----- |
| Inglaterra |       |           |           |          |          |                        |                        |         |         |                            |                            |       |       |
| 2011       | 1     | 0         | -         | -        | -        | -                      | -                      | -       | -       | -                          | 1                          | 0     |       |
| 2012       | 2     | 0         | -         | -        | -        | -                      | -                      | -       | 1       | 0                          | 3                          | 0     |       |
| 2013       | 2     | 0         | -         | -        | -        | -                      | -                      | -       | 3       | 2                          | 5                          | 2     |       |
| 2014       | 3     | 1         | -         | -        | 1        | 0                      | 3                      | 1       | -       | -                          | 7                          | 2     |       |
| 2015       | 0     | 0         | -         | -        | -        | -                      | -                      | -       | -       | -                          | 0                          | 0     |       |
| 2016       | 2     | 0         | 3         | 1        | -        | -                      | -                      | -       | 3       | 1                          | 8                          | 2     |       |
| Total      | Total | 12        | 1         | 3        | 1        | 1                      | 0                      | 3       | 1       | 7                          | 3                          | 24    | 7     |

### Tripletes o más
Partidos en donde anotó 3 o más goles
| # | Fecha      | Estadio        | Partido            | Goles | Resultado | Competición            |
| - | ---------- | -------------- | ------------------ | ----- | --------- | ---------------------- |
| 1 | 12/05/2013 | Craven Cottage | Fulham - Liverpool |       | 1 - 3     | Premier League 2012-13 |

## Palmarés

### Títulos nacionales
| Título         | Club          | País       | Año  |
| -------------- | ------------- | ---------- | ---- |
| Premier League | Chelsea F. C. | Inglaterra | 2010 |
| FA Cup         | Chelsea F. C. | Inglaterra | 2010 |
| FA Cup         | Chelsea F. C. | Inglaterra | 2012 |

### Títulos internacionales
| Título                       | Club            | Sede   | Año  |
| ---------------------------- | --------------- | ------ | ---- |
| Liga de Campeones de la UEFA | Chelsea F. C.   | Múnich | 2012 |
| Liga de Campeones de la UEFA | Liverpool F. C. | Madrid | 2019 |